# Сикесов козодой
Сикесов козодой (Caprimulgus mahrattensis) е вид птица от семейство Caprimulgidae.

## Разпространение
Видът е разпространен в Афганистан, Индия, Иран и Пакистан.